# Schloss Breitungen

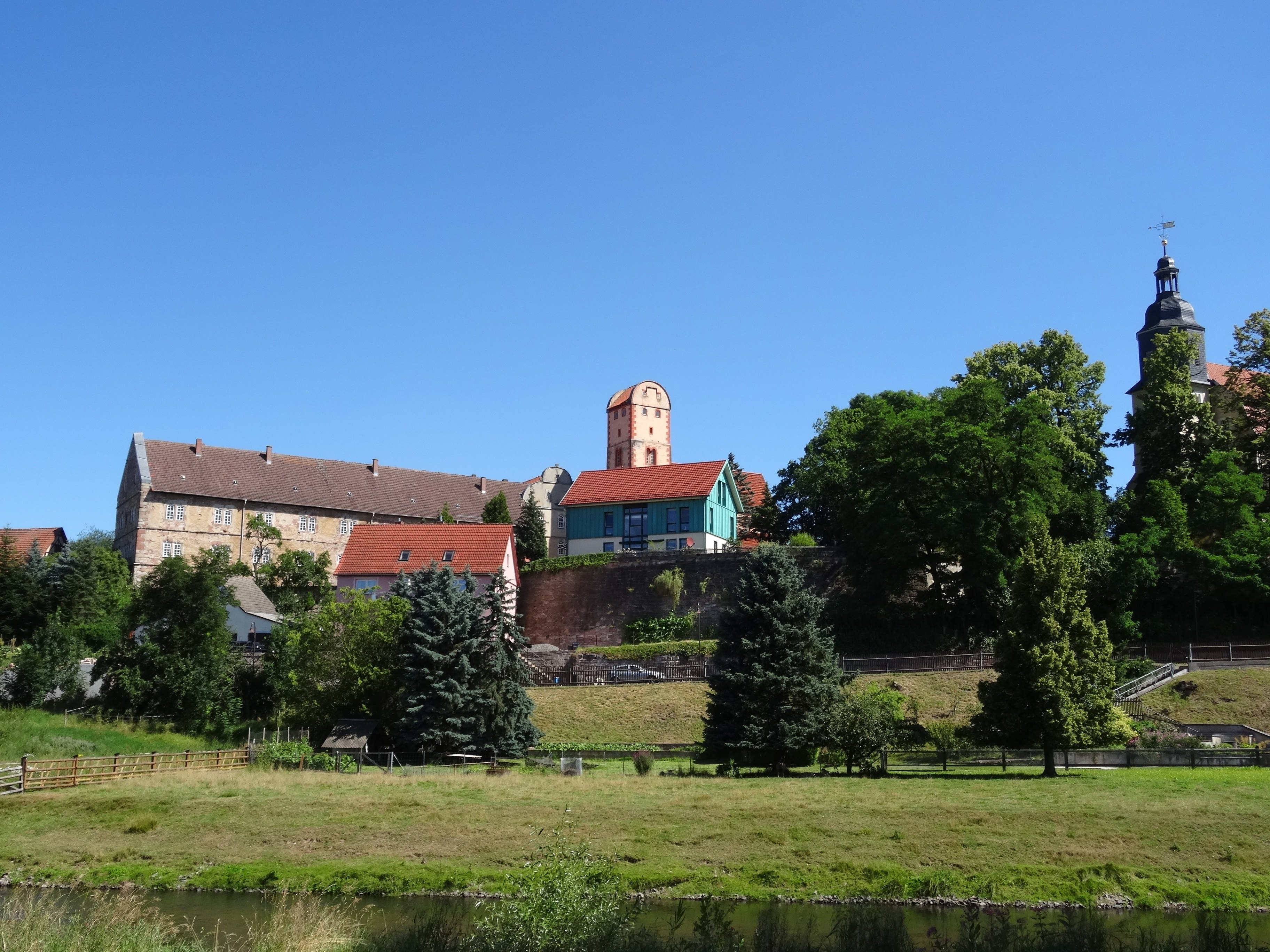
Schloss Breitungen mit dem Turm der Klosterkirche, rechts die Michaelskirche

Das Schloss Breitungen (auch: Schloss Herrenbreitungen) ist eine frühere Burg- und Schlossanlage im historischen Ortsteil Herrenbreitungen der Gemeinde Breitungen/Werra im heutigen Landkreis Schmalkalden-Meiningen in Thüringen. Gemeinsam mit der markanten Basilika in unmittelbarer Nachbarschaft prägt das Renaissanceschloss das Ortsbild von Breitungen; der 28 Meter hohe Turm der Basilika gilt als Wahrzeichen der Gemeinde.

## Geschichte
Im 12. Jahrhundert wurde auf dem Burghügel der Siedlung Burgbreitungen, ursprünglich Standort einer Königspfalz am rechten Werraufer, die im 10. Jahrhundert zerstört wurde, durch Pfalzgraf Siegfried von Orlamünde ein Benediktiner-Mönchskloster gegründet, dem der Ort den späteren Namen Herrenbreitungen verdankt. Die Basilika wurde als Klosterkirche der Benediktinermönche 1112 geweiht. Das Kloster Herrenbreitungen bestand bis zu seiner Auflösung infolge der Reformation im Jahr 1553.

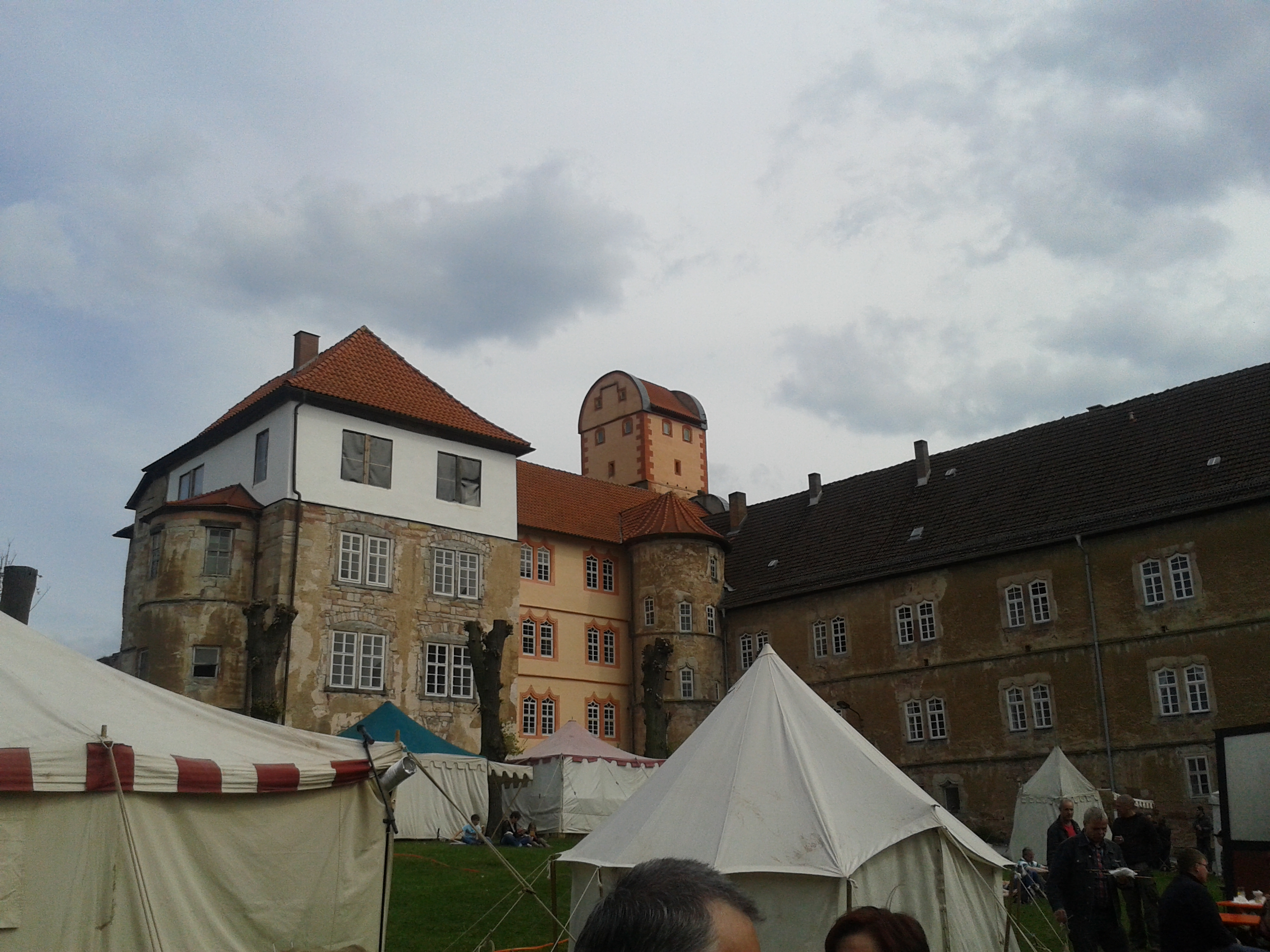
Innenhof des Schlosses

Um 1560 ließ der hennebergische Graf Poppo XII. unter Einbeziehung baulicher Reste des aufgehobenen Klosters ein neues Renaissanceschloss errichten. Mit Erlöschen des Henneberger Geschlechts im Jahr 1583 kam das Schloss in den Besitz der Landgrafschaft Hessen-Kassel. Im Dreißigjährigen Krieg wurde das Schloss beschädigt, die originale Bausubstanz aus dem 16. Jahrhundert blieb aber in großen Teilen erhalten. Im 18. und 19. Jahrhundert diente das Schloss als Justizamt, Gefängnis und Rentamt. Weitere Umbauten infolge der wechselnden Nutzungen veränderten die Bausubstanz bis zu dem heute vorhandenen Zustand.
1993–1994 wurde die Basilika aufwändig saniert; hierbei wurde aus Gründen des Artenschutzes Rücksicht auf die zahlreich vorhandenen Brutstätten von Dohlen, das größte Vorkommen in Südthüringen, genommen. Seit 2007 befindet sich das Schloss in Privatbesitz und wird schrittweise saniert.

## Architektur

### Klosterkirche
Der Bau aus Sandstein in romanischem Stil war eine kreuzförmige Basilika mit dreischiffigem Langhaus, Querschiff und einem Chorraum, dessen drei Schiffe in Apsiden endeten. Im Dreißigjährigen Krieg wurde die Basilika teilweise zerstört, der romanische Innenraum sowie der Turm mit seiner Renaissancehaube blieben aber erhalten. Seit der Sanierung 1994 dient die Basilika als Ausstellungs- und Konzertraum und wird auch für standesamtliche Trauungen genutzt.

### Renaissanceschloss
Das Renaissanceschloss wurde Mitte des 16. Jahrhunderts im Bereich des früheren Klosters als Vierflügelbau mit einem zusätzlichen, heute als „Kornhaus“ bezeichneten repräsentativen Anbau sowie einem Schlossturm errichtet. Davon haben sich nur der Südflügel (die noch aus der Romanik stammende Basilika mit Turmaufsatz aus der Renaissance), der Westflügel in unmittelbarer Nachbarschaft der Basilika als dreigeschossiger verputzter Sandsteinbau mit Wendeltreppentürmen über einem hohen Kellergeschoss, drei Geschosse des einst höheren Schlossturms sowie das ebenfalls dreigeschossige Kornhaus mit seinem mehr als 30 Meter langen Saal erhalten. Den weitläufigen Innenraum begrenzen ein Stallgebäude und eine Scheune. Auf dem Grundstück, das von einer Natursteinmauer umgeben ist, befinden sich der ehemalige Klostergarten und ein Teich.

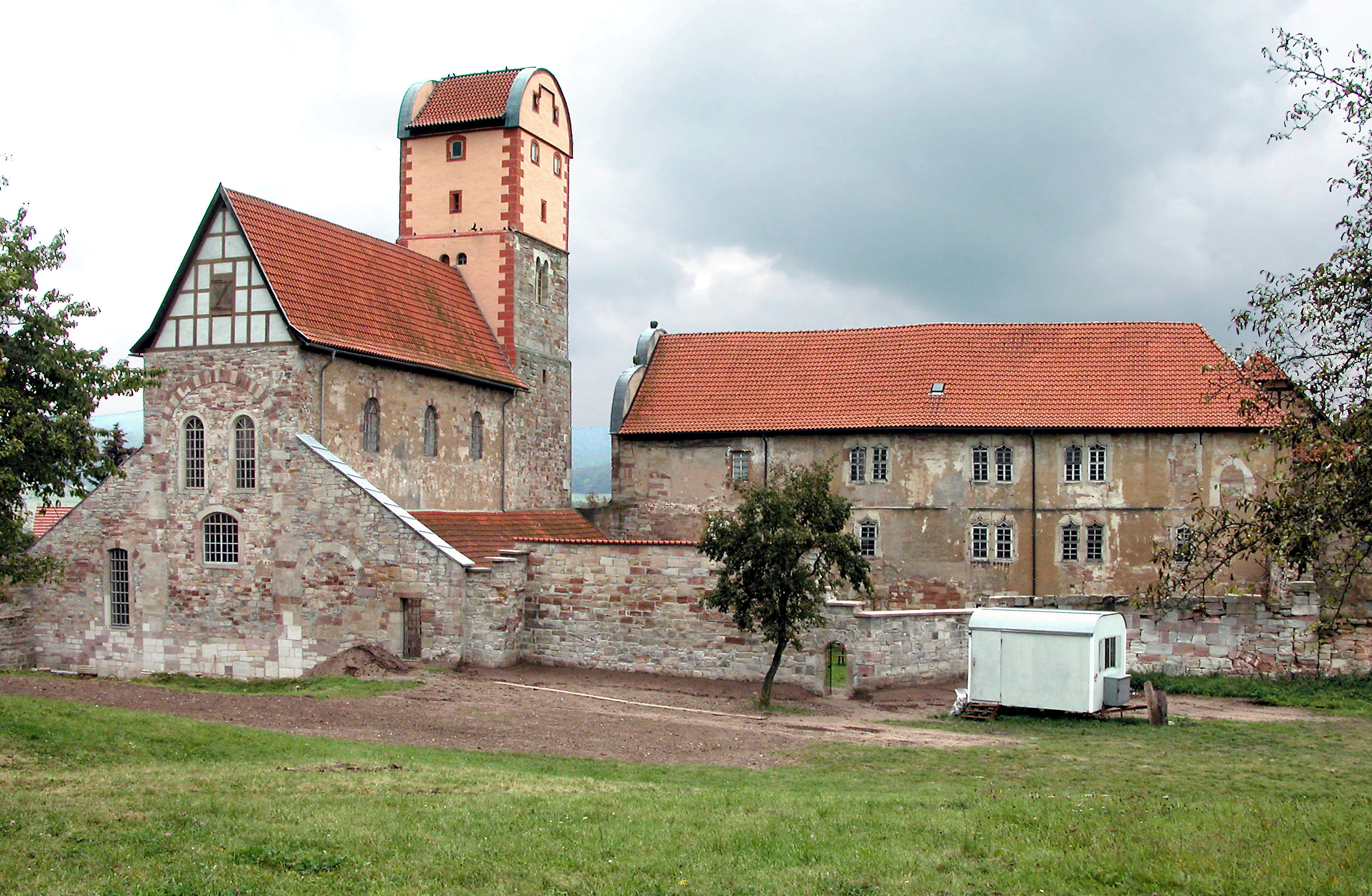
Klosterkirche und Schloss
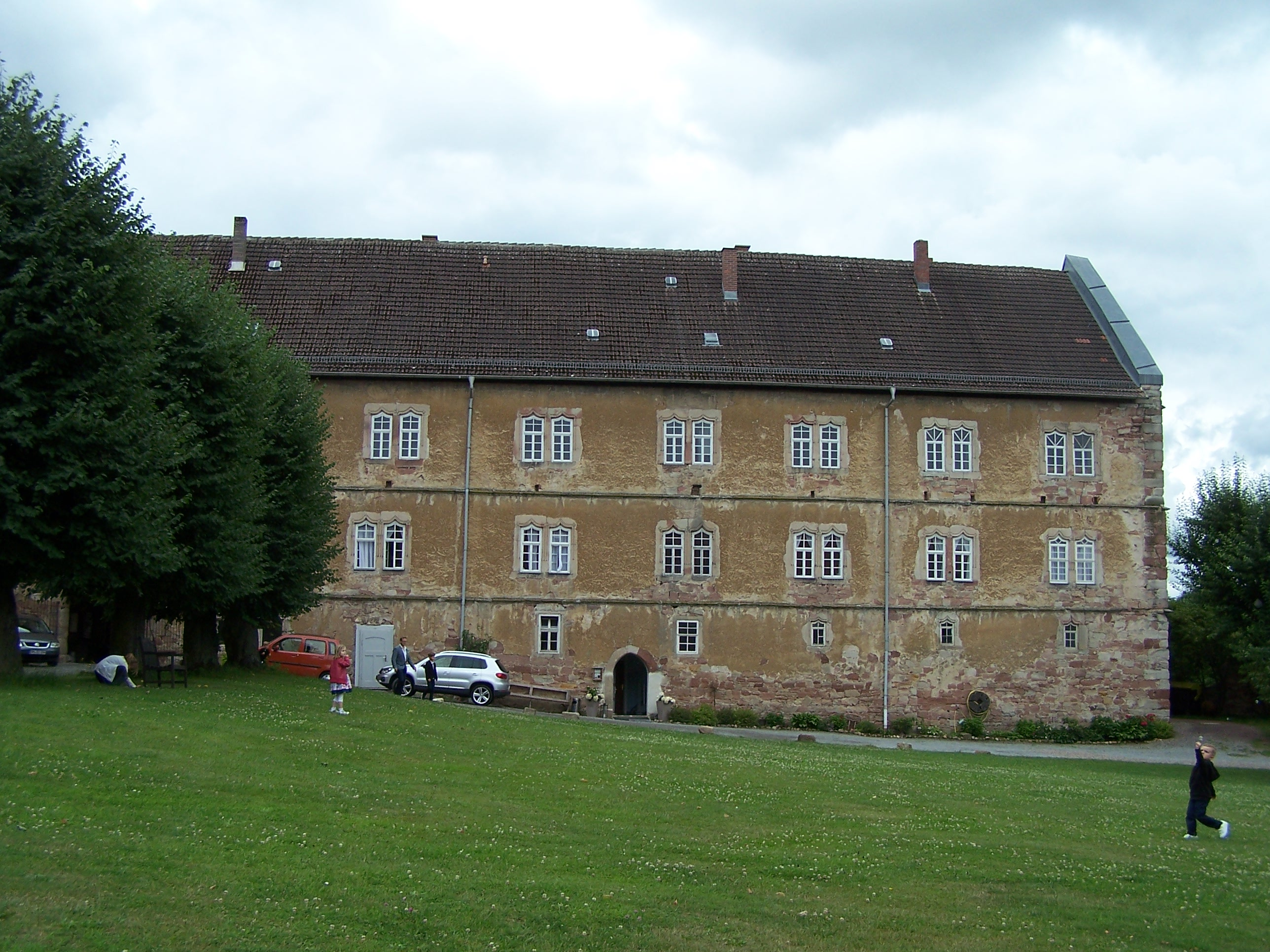
Hennebergisches Renaissanceschloss
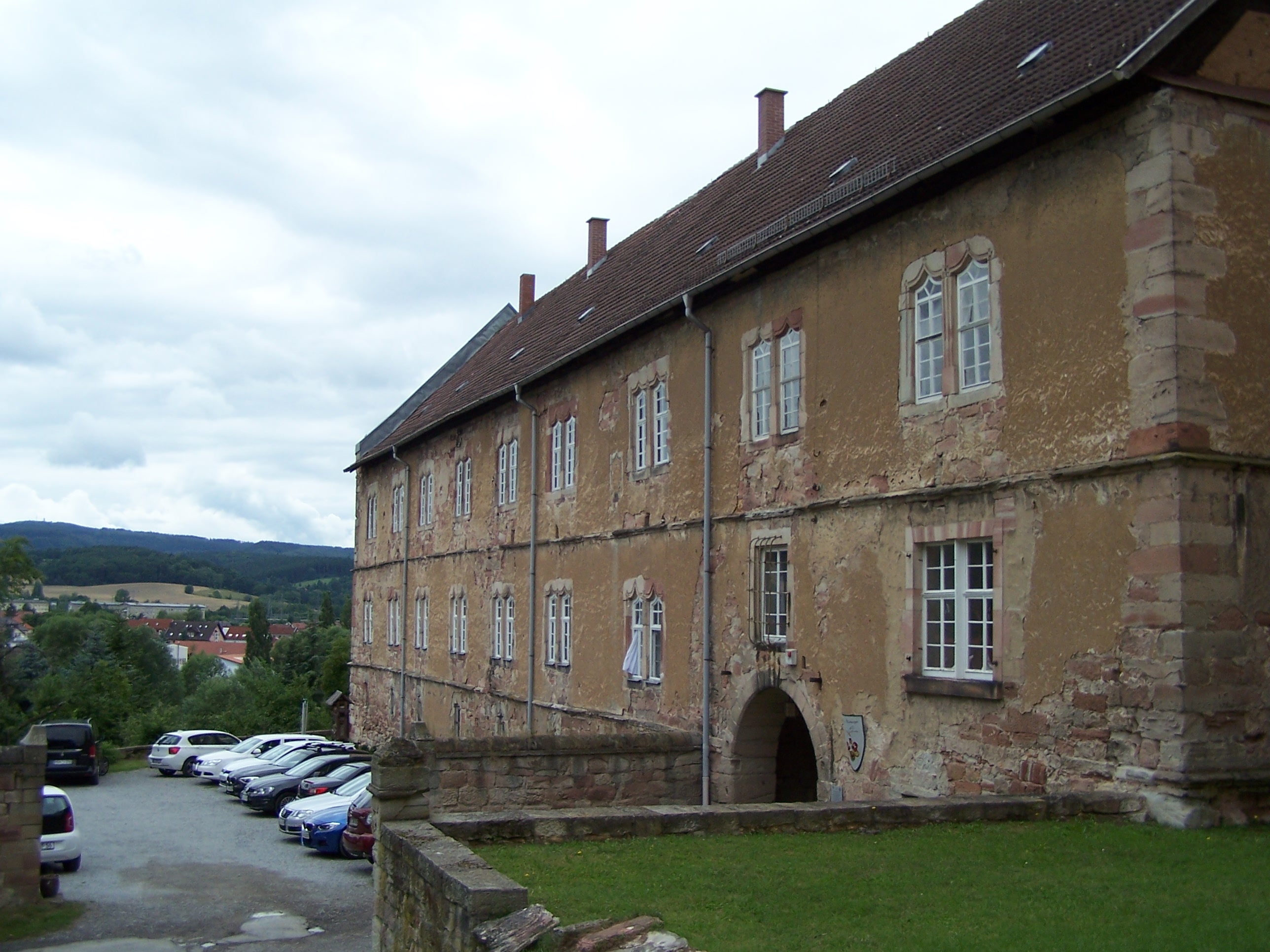
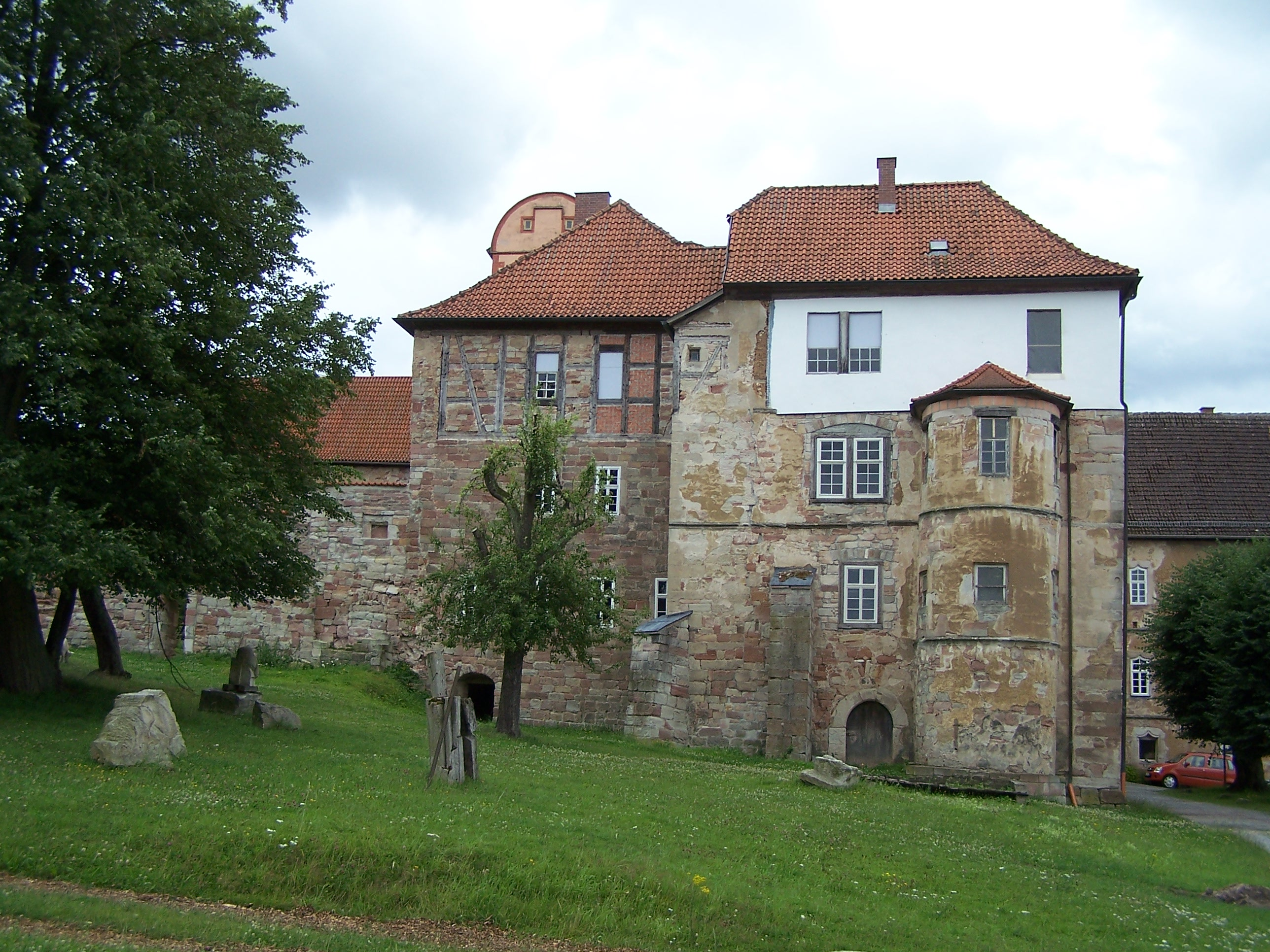

Klosterkirche
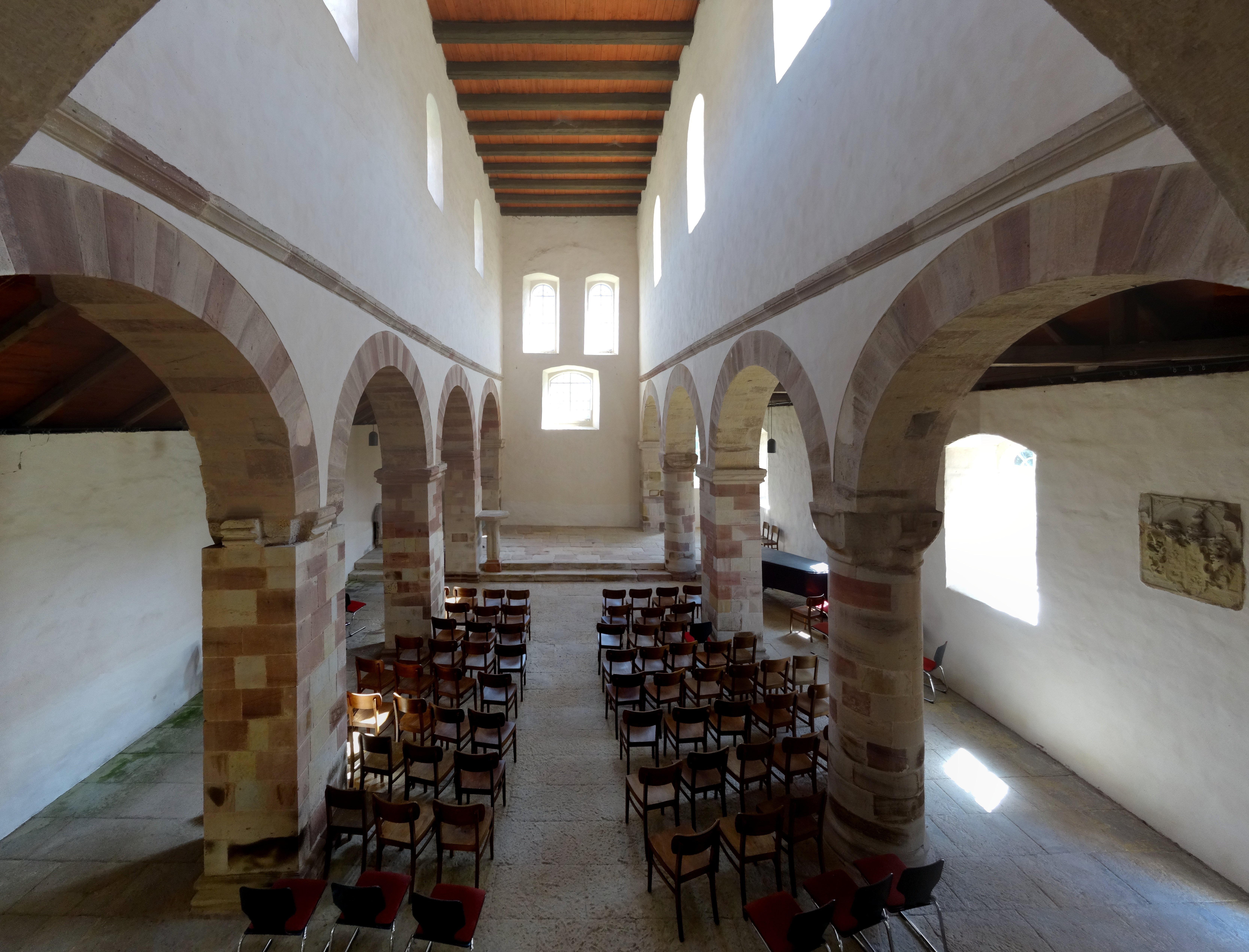
Langhaus der Basilika
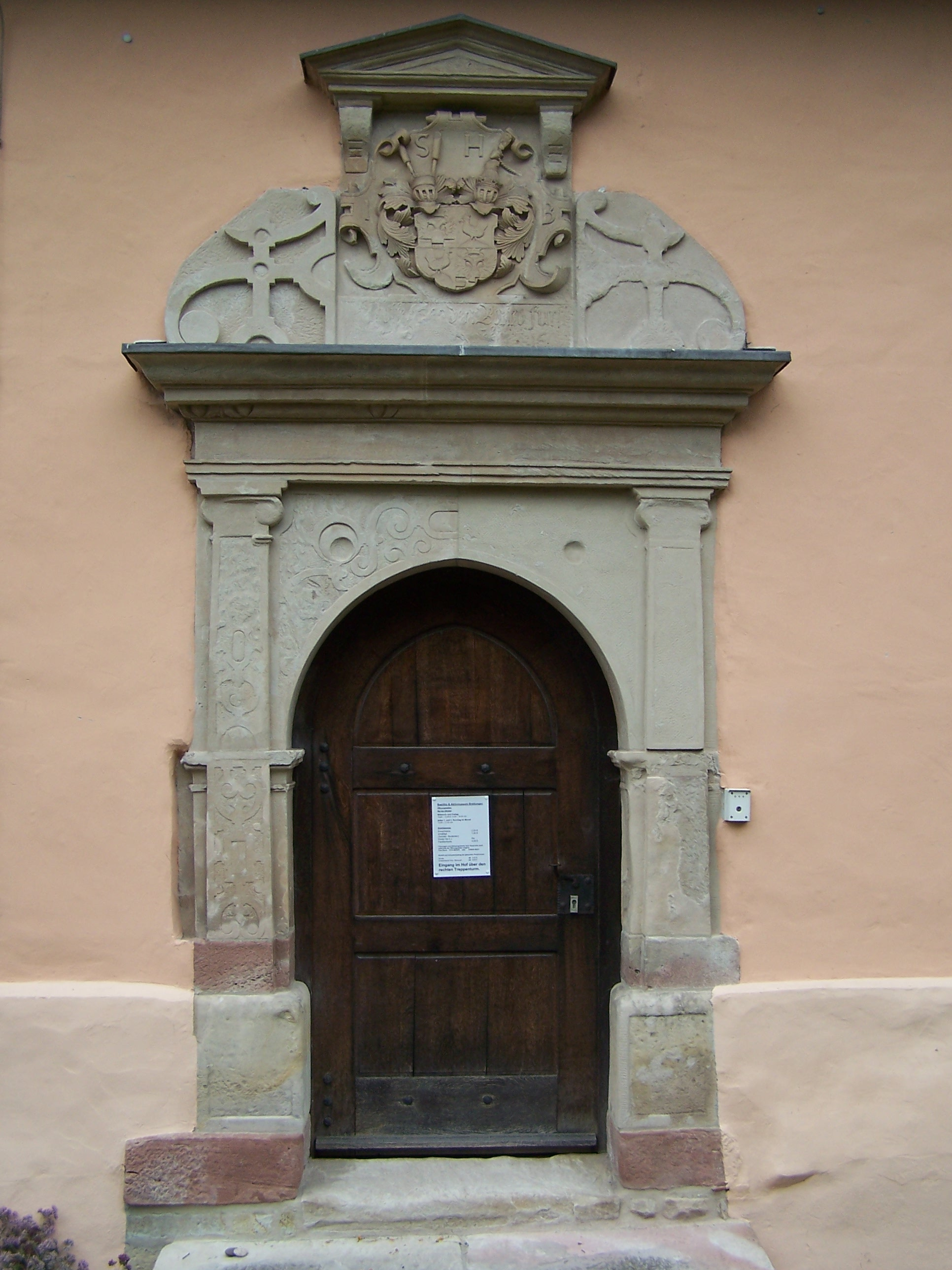
Portal mit Henneberger Wappen